# Anatocismo
El anatocismo (del griego anatokismós, compuesto por ana, nuevo; tókos, producto o interés; ismós, costumbre, sistema) es la acción de cobrar intereses sobre los intereses de mora derivados del no pago de un préstamo, también conocido como capitalización de los intereses.
Generalmente, cuando se efectúa un préstamo, se determina una cuota mensual a pagar, que es la suma de:
- una cantidad que amortiza el capital prestado;
- los intereses generados por ese período de tiempo.[cita requerida]

Por tanto, el anatocismo consiste en que a la persona que no pague la totalidad o una parte de la cuota que le correspondía para un período determinado, el monto dejado de pagar se le sumará al capital prestado, y por ende pasará a formar parte del monto al cual se le calcularán los nuevos intereses.[cita requerida]
A modo ejemplificativo, el devengo de intereses simple supondría que, en periodos sucesivos mensuales, una deuda de 1000 euros a un 5 % de interés aumente a la cantidad de 1250 euros en 5 meses. El devengo de intereses con anatocismo supondría que la deuda de 1000 euros ascendiera a la cantidad de 1276,28 euros, cantidad que mes tras mes aumentaría en una mayor cantidad.[cita requerida]

## El anatocismo en la legislación española
El Código Civil español recoge en el artículo 1109 que los intereses vencidos devengan el interés legal desde que son judicialmente reclamados, aunque la obligación haya guardado silencio sobre este punto.[cita requerida]
En el ámbito mercantil español, sin embargo, el cobro de intereses sobre intereses está prohibido: según el artículo 317 del Código de Comercio, los intereses vencidos y no pagados no devengan intereses. Los contratantes podrán, sin embargo, capitalizar los intereses líquidos y no satisfechos, que, como aumento de capital, devengarán nuevos réditos.
No obstante, las partes pueden pactar que éstos pasen a capitalizarse, como indica la segunda parte de dicho artículo: […] Los contratantes podrán, sin embargo, capitalizar los intereses líquidos y no satisfechos, que, como aumento de capital, devengarán nuevos réditos. Tal pacto habrá de formalizarse por escrito al perfeccionarse el contrato.
La razón que fundamenta la prohibición inicial es la necesidad de mantener una proporcionalidad entre capital e intereses, que el anatocismo rompería, pudiéndose entrar en usura. Efectivamente, el artículo 319 establece que interpuesta una demanda, no podrá hacerse la acumulación de interés al capital para exigir mayores réditos. Este artículo 319 dio lugar a numerosos abusos contra los que el legislador ya reaccionó en 1980 impulsando la producción de intereses sobre la cantidad líquida a la que condenase una resolución judicial a pesar de los recursos que a la misma se interpusiesen siempre que las decisiones jurisprudenciales posteriores no modifiquen la primera.
En todo este razonamiento es importante distinguir entre los intereses derivados del propio préstamo y los intereses moratorios, que pueden pactarse para sancionar el incumplimiento total o parcial de la obligación de pago de intereses y devolución del principal.